# Solfrid Koanda
Solfrid Koanda (Oulu, 13 de novembro de 1998) é uma halterofilista norueguesa, campeã olímpica.
Koanda é campeã mundial e tricampeã europeia. Ela ganhou a medalha de ouro no evento feminino de 87 kg no Campeonato Mundial de 2022, a medalha de bronze no evento feminino de 87 kg no Campeonato Mundial de 2021 e medalhas de ouro consecutivas nos Campeonatos Europeus de 2022, 2023 e 2024.

## Carreira
Koanda começou a levantar peso em 2020 e fez sua estreia no Campeonato Norueguês no mesmo ano nos 87 kg femininos, onde ficou em segundo lugar e estabeleceu um novo recorde nacional no arremesso. Em fevereiro de 2021, ela estabeleceu novos recordes noruegueses na divisão de 87 kg com 96 kg no snatch, 125 kg no arremesso e um total de 221 kg em uma competição em Lillesand. Koanda fez sua estreia no campeonato internacional no Campeonato Europeu de Halterofilismo de 2021 , onde ganhou a medalha de bronze no arremesso no evento feminino de 87 kg, estabelecendo um novo recorde nórdico de 135 kg e ficou em quinto lugar no total. No Campeonato Europeu de Halterofilismo Júnior e Sub-23 de 2021 em Rovaniemi, ela ganhou a medalha de ouro no evento +87 kg. Ela ganhou a medalha de ouro no arremesso e a medalha de bronze no total no evento de 87 kg no Campeonato Mundial de Halterofilismo de 2021.
Em 2022, Koanda ganhou as medalhas de ouro no snatch, clean & jerk e total nos eventos de 87 kg no Campeonato Europeu em Tirana e no Campeonato Mundial em Bogotá, tornando-se a primeira campeã mundial de levantamento de peso norueguesa da história. Ela manteve seu título no evento de 87 kg no Campeonato Europeu de 2023 realizado em Yerevan e ganhou a medalha de ouro no clean & jerk no Campeonato Mundial de 2023 em Riad. Koanda ganhou as medalhas de ouro europeias no snatch, clean & jerk e total pela terceira vez consecutiva no Campeonato Europeu de 2024 em Sofia.
Koanda ganhou a medalha de ouro no evento de levantamento de peso feminino de 81 kg nas Olimpíadas de Verão de 2024, realizadas em Paris, onde também estabeleceu novos recordes olímpicos no arremesso com 154 kg e no total com 275 kg, além de se tornar a primeira medalhista de ouro olímpica norueguesa no levantamento de peso desde 1972 e a primeira mulher norueguesa a ganhar uma medalha de ouro olímpica individual nos Jogos de Verão desde 2004. Ela foi a porta-bandeira norueguesa na cerimônia de encerramento das Olimpíadas de Verão de 2024.